# Pla de la Llaüna
El Pla de la Llaüna és un pla ocupat per camps de cultiu del poble de Su, al municipi de Riner, al Solsonès. Situat a una altitud d'uns 812 metres, es troba 1,1 km. a l'oest del cim de Sant Diumenge i a 1,2 km. al NO del nucli de Su.